# Mellbimbó

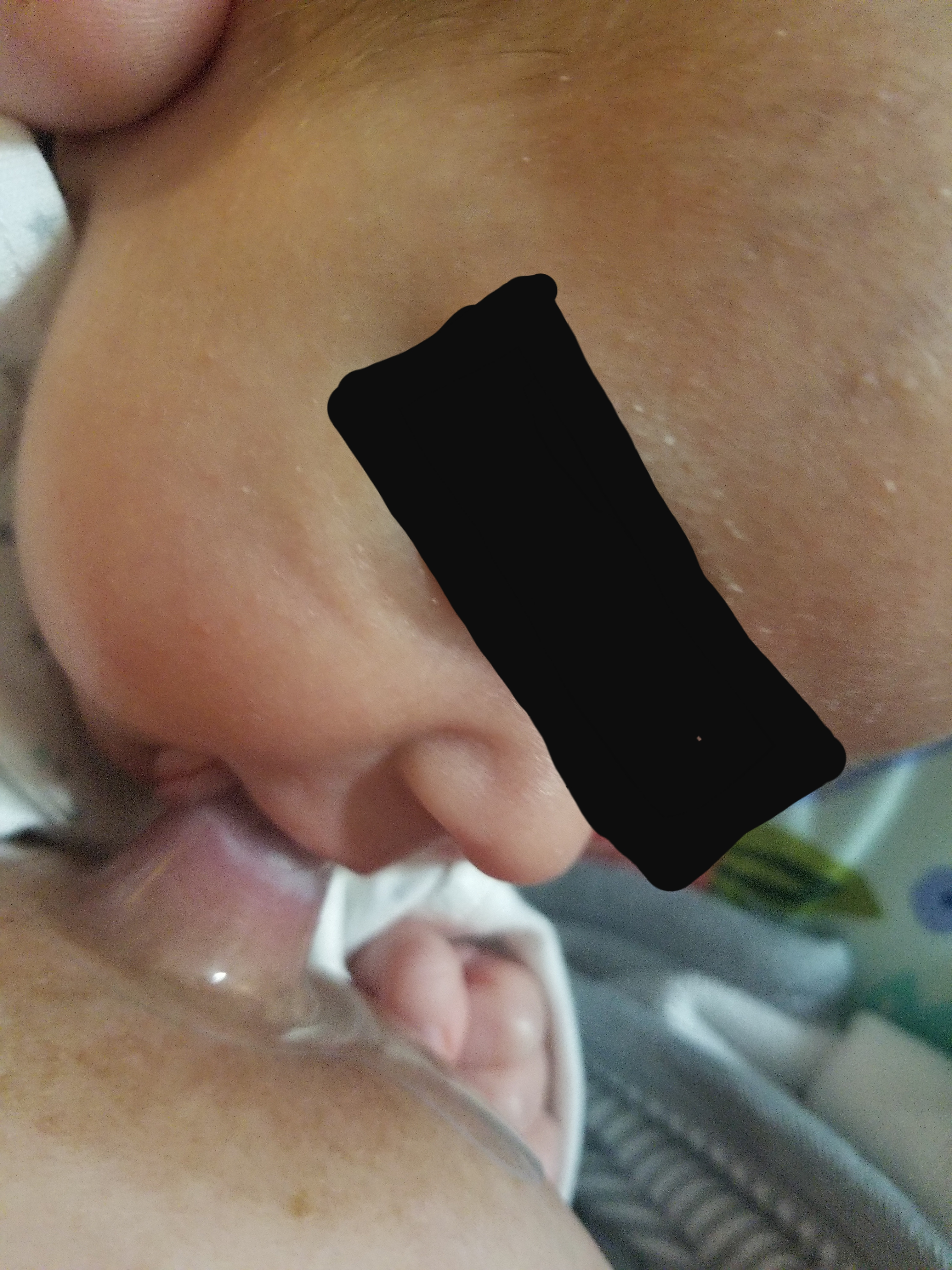
Mellbimbó védő sapka, mely szoptatáskor véd a sérülések ellen

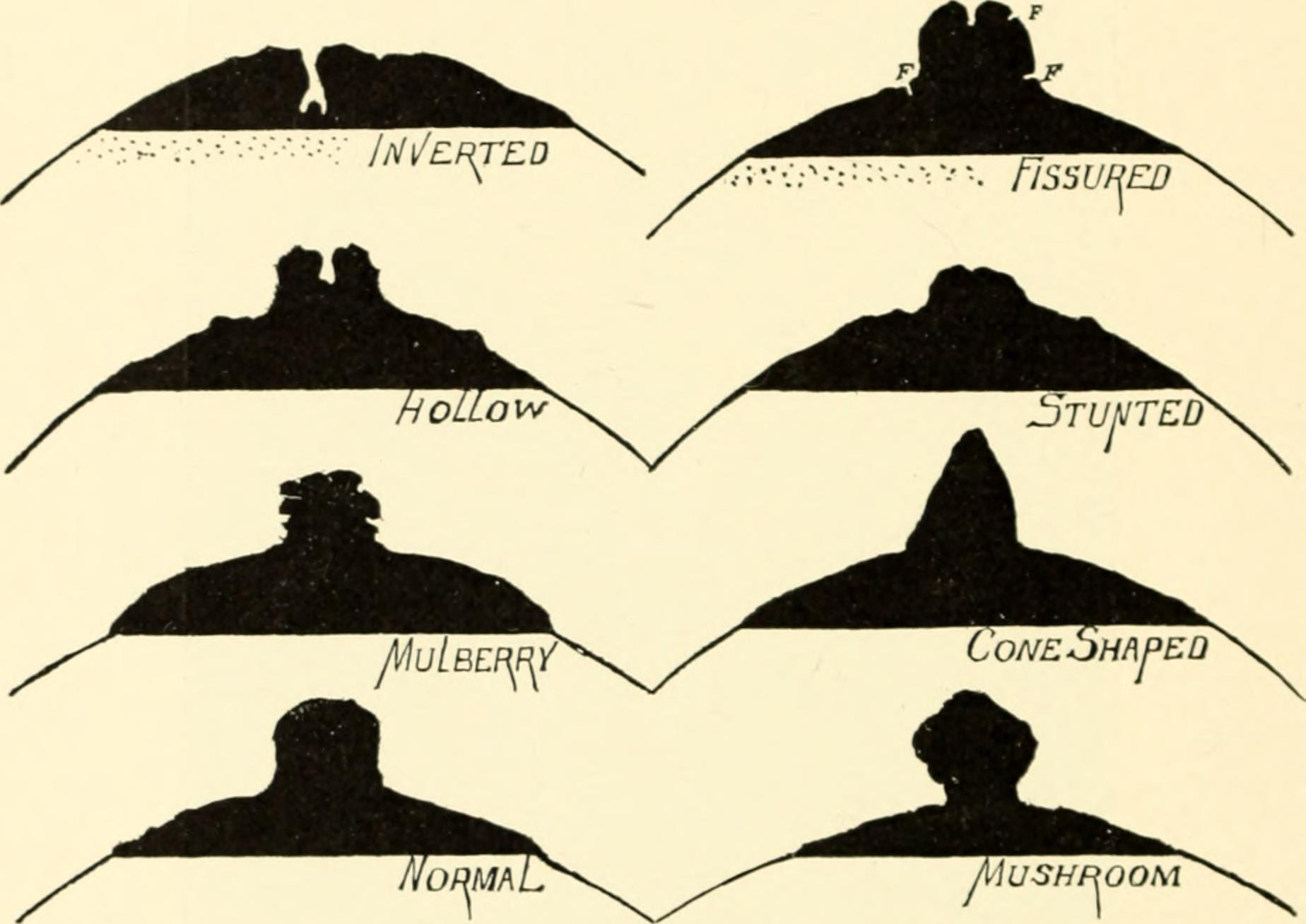
Mellbimbó rendellenességek, a bal alsó a normál alak.

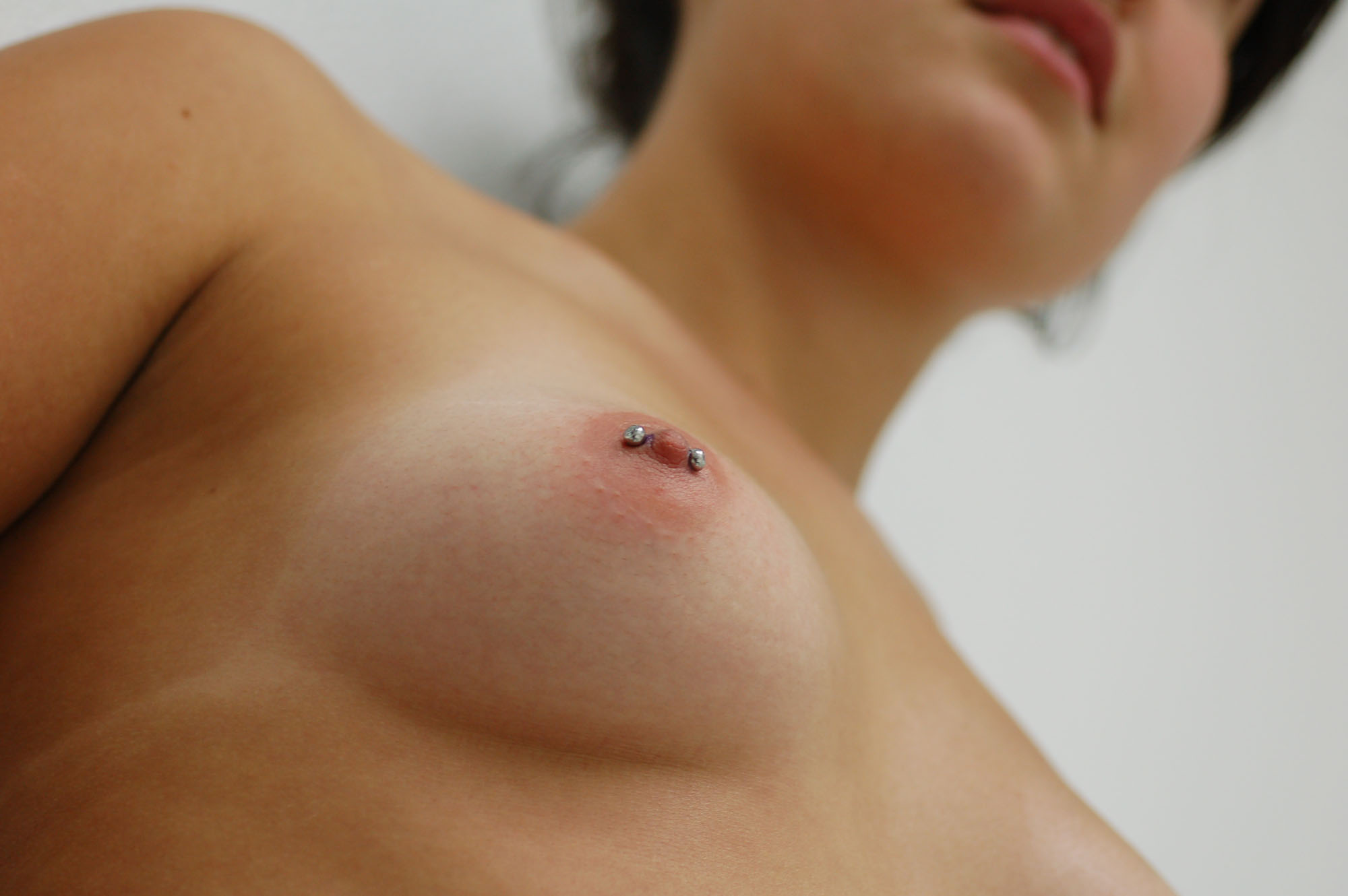
Piercinggel átszúrt női mellbimbó

A mellbimbó (latinul papilla mammaria) az emlősök, többek között az ember felsőtestén, azon belül is a melleken lévő kitüremkedő szövetképződmény, mely az utódok anyatejjel történő táplálására (szoptatás) szolgál a nőnemű egyedek esetében. Habár a férfiak is rendelkeznek mellbimbókkal, az ő esetükben nem tölt be különösebb szerepet, ennek megfelelően általában jóval kisebb mint a nőknél, és sokszor szőrzet veszi körül.
Az embernek egy pár mellbimbója van, míg bizonyos emlősállatok esetében a kettőtől egészen 19-ig terjedhet a bimbók száma – ez leginkább a potenciálisan táplálandó utódok számának függvénye. A mellbimbót körülvevő részt bimbóudvarnak (latinul areola) nevezik, amely átmenetet képez a mellen található „sima“ bőrfelület és a mellbimbó között.
Az emberek esetében a mellbimbók erogén zónaként is funkcionálnak: ingerlésük nemi izgalmat, extrém esetben pedig akár orgazmust is kiválthat. A fejlett kultúrákban a fedetlen női mellbimbó tabunak és sokszor szeméremsértésnek számít; ezzel szemben más kultúrákban, leginkább természeti népeknél (pl. Afrikában) a meztelen mell teljesen elfogadott és természetes dolog.

## Szoptatás
A szoptatás során a mellbimbón keresztül a tejmirigyekben termelt anyatejet fogyasztja a csecsemő. A bimbóudvar szélén helyezkednek el a Montgomery mirigyek, amik olajos váladékot termelve segítenek a sérülések és fertőzések megelőzésében.